# Aitoin
Aitoin (Aitoi) ist eine osttimoresische Aldeia im Suco Namolesso (Verwaltungsamt Lequidoe, Gemeinde Aileu). 2015 lebten in der Aldeia 211 Menschen.

## Geographie und Einrichtungen
Die Aldeia Aitoin liegt im Westen des Sucos Namolesso. Östlich befinden sich die Aldeias Lacabou und Maucurunamo. Im Norden grenzt Aitoin an den Suco Fahisoi, im Nordwesten an den Suco Manucassa und im Südwesten an den Suco Acubilitoho. Eine Straße führt durch das Zentrum der Aldeia von Ost nach Westen. An ihr liegt die Besiedlung der Aldeia. Aitoin im Osten bildet das Zentrum der aus mehreren Dörfern zusammengewachsenen Siedlung Namolesso, die sich auch nach Osten in die dortigen Aldeias ausdehnt. Hier befinden sich das kommunale Gesundheitszentrum (CHC), der Markt von Namolesso, die Polizeistation von Lequidoe und ein Wassertank.
Westlich schließt sich der Ort Daro an, in dem die Kirche der Assemblies of God steht.